# Scrabble
Scrabble er et brætspil, der spilles af to til fire personer. Spillet indeholder et bræt, der basalt set er en stor blank krydsogtværs-skabelon samt en række brikker, der hver indeholder et bogstav. Formålet med spillet er, at hver spiller danner ord, der hænger sammen på kryds og tværs, og som giver så mange point som muligt.
Spillet kendes også som "Kriblekryds".
Pointgivningen er en kombination af værdien af hvert bogstav samt bonusfelter på brættet. Krydsogtværs-løsere har ofte en fordel i dette spil.
Der findes varianter af spillet, blandt andet et spil for børn, hvor der på brættet er givet en række ord, som spillerne skal samle bogstaver til.
Scrabble spilles i store dele af verden, og fordelingen af bogstaver og deres point skifter fra sprog til sprog. Således giver bogstavet "C" i den danske udgave 8 point, men i engelske udgaver giver det kun 3 point. Dette skyldes naturligvis, at det anvendes langt mere i engelske ord end i danske.
I 2010 blev en modificeret udgave[kilde mangler] af Scrabble lanceret til SmartPhones under navnet Wordfeud. Wordfeud blev det mest hentede program til Smartphones i 2011. I april 2012 rundede programmet 16 millioner downloads og omkring 4 millioner spiller det hver dag.
En af de bedste Scrabble-spillere i verden er Nigel Richards, der har vundet verdensmesterskabet i Scrabble fem gange, som den eneste, der har vundet mere end to gange.

## Scrabble i Danmark
Den første officielle danmarksmester blev fundet mandag den 3. august 2009 ved KulturKlash i Nykøbing F. (arrangeret af Dansk Othelloforening og Rummikub Danmark). Vinderen blev Lars Sommer, som vandt alle sine spil i turneringen.
Dansk Scrabbleforening har afholdt DM i Scrabble siden 2012. Vindere af DM igennem årene:
- 2012: Andreas Rasholm
- 2013: Christian Kongsted
- 2014: Ola Jørgensen
- 2015: Kasper Brenøe Isbrand
- 2016: Ikke afholdt
- 2017: Christian Jain Kongsted
- 2018: Christian Jain Kongsted
- 2019: Christian Jain Kongsted
- 2020: Ikke afholdt
- 2021: Ola Jørgensen
- 2022: Ola Jørgensen
- 2023: Bo Hansen
- 2024: Uffe Nielsen

Dansk Scrabbleforening afholder, udover danmarksmesterskabet, spilleaftener i København (i Kulturhuset Absalon på Vesterbro i København) og Århus.